# Euphorbia tshuiensis
Euphorbia tshuiensis — вид рослин із родини молочайних (Euphorbiaceae), зростає в Сибіру.

## Опис
Це гола, сірувато-зелена багаторічна трава 5–20(30) см заввишки. Стебла численні, прямовисні або висхідні, гіллясті та прості. Листки 5–20 мм завдовжки, від довгасто-яйцеподібних до лінійно-довгастих, щільні, цілі, тупі. Суцвіття зонтиподібно-волотисте, приквітки завдовжки 3–10 мм, трикутно-яйцеподібні. Квітки жовті. Період цвітіння: літо. Насіння 2–2.5 мм завдовжки, еліпсоїдне, гладке, білувато-сіре.

## Поширення
Зростає в Сибіру — Алтай, Тува. Населяє степи й щебенисто-глинисті та кам'янисті схили.